# Глинистые минералы
Глинистые минералы — группа водных силикатов, слагающих основную массу глинистых отложений и большей части почв и определяющих их физико-химические, механические и др. свойства.
Глинистые минералы являются продуктом выветривания преимущественно алюмосиликатов и силикатов магматических и метаморфических горных пород на дневной поверхности. В процессе выветривания глинистые минералы испытывают стадийные преобразования структуры и химического состава в зависимости от изменения физико-химических условий среды выветривания и седиментации. Размеры частиц глинистых минералов в глинах большей частью не превышают 0,01 мм. По кристаллической структуре глинистые минералы относятся к слоистым или псевдослоистым силикатам.
Высокая удельная поверхность, изоморфные замещения, обилие сколов кристаллической решётки и нескомпенсированных зарядов придаёт глинистым минералам катионнообменную способность. Также они способны химически связывать воду.

## Группы глинистых минералов
Количество глинистых минералов исчисляется десятками. Элементами, обеспечивающими это изменение, являются комбинации вытесненных ионов, межслоевой воды и обменных ионов. Глинистые минералы состоят из кремнекислородных тетраэдров и алюмогидроксильных октаэдров, эти слои объединяются в элементарные пакеты, совокупность которых формирует частицу минерала. По набору слоёв в пакете различают несколько групп глинистых минералов:
- Группа каолинита (каолинит, галлуазит) c пакетом, состоящим из одного слоя октаэдров и одного слоя тетраэдров. Пакеты прочно связаны между собой и плотно прилегают друг к другу, в результате чего молекулы воды и катионы металлов не могут входить в межпакетное пространство и минерал не набухает в воде, а также обладает низкой ёмкостью катионного обмена (ЕКО).
- Группа смектита (монтмориллонит, нонтронит, бейделит и др.) с трёхслойным пакетом вида тетраэдр-октаэдр-тетраэдр. Связь между пакетами слабая, туда проникает вода, из-за чего минерал сильно набухает. Отличается высокой ЕКО (до 80-120 мг-экв на 100 г.).
- Группа гидрослюд (гидробиотит, гидромусковит и др.) также с трёхслойным пакетом, но сильной связью между ними. Практически не поглощают воду и не набухают в ней. Отличаются высоким содержанием калия, поскольку его ионный радиус позволяет ему входить в пустоты структуры минерала.
- Группа хлорита с четырёхслойной набухающей структурой.
- Группа смешаннослойных минералов с чередованием пакетов различных типов. Носят названия вида иллит-монтмориллонит, вермикулит-хлорит и т. п., свойства сильно варьируют.

## Активность глинистых минералов
Активность глинистых минералов, определяемая как отношение индекса пластичности к содержанию глинистых частиц один из важнейших показателей глинистых минеров. Для смектитов активность составляет от 1 до 7 (очень активный, как губка впитывают воду), для каолинита около 0,5 (поверхность «как квадрат», вследствие чего почти не набухает, при этом плохо пропускает воду также, см гидравлическая проводимость). Если активность А больше чем 1,25 грунт очень активной, А в пределах 0,74….1,25 грунт нормальной активности.